# Psychotria paloensis
Psychotria paloensis är en måreväxtart som beskrevs av Adolph Daniel Edward Elmer. Psychotria paloensis ingår i släktet Psychotria och familjen måreväxter.

## Underarter
Arten delas in i följande underarter:
- P. p. bukidnonensis
- P. p. ovatifolia
- P. p. paloensis
- P. p. subelliptifolia
- P. p. wenzeliana